# Rosemarie Kreitmair
Rosemarie Kreitmair (* 6. September 1940 in Abensberg, Bayern; † 15. Januar 2023 in München) war eine deutsche Juristin. Sie war Vorsitzende Richterin am Oberlandesgericht München und von 2002 bis 2005 Richterin des Bayerischen Verfassungsgerichtshofs.

## Leben

### Juristische Laufbahn
Als Gerichtsassessorin startete Kreitmair 1969 ihre juristische Laufbahn im Oberlandesgerichtsbezirk München.
1977 wurde sie als Richterin an das Oberlandesgericht München berufen. Danach war sie bis zu ihrem Ruhestand im September 2005 Vorsitzende Richterin am Oberlandesgericht München.
Ein Schwerpunkt ihrer Rechtsprechung lag im Bereich Medizin- und Ärzte-Recht. So war sie als Autorin beteiligt an einer Rechtsprechungssammlung zur Arzthaftpflicht. In einem Vortrag bei der Bayerischen Zahnärztekammer zum Verhältnis zwischen Gutachter bzw. Sachverständigem und dem Gericht arbeitete Kreitmair heraus, dass die fachliche Kompetenz eines Sachverständigen ihm nicht automatisch die Entscheidungskompetenz, allenfalls eine Beratungskompetenz gebe.

### Bayerischer Verfassungsgerichtshof
Am 30. Januar 2002 wurde Rosemarie Kreitmair vom Bayerischen Landtag zum Berufsrichterlichen Mitglied des Bayerischen Verfassungsgerichtshofs mit 98 von 164 Stimmen gewählt. Sie übte dieses Ehrenamt bis zu ihrer Verabschiedung in den Ruhestand im September 2005 aus.

## Publikationen
- Rosemarie Kreitmair und andere: Arzthaftpflicht-Rechtsprechung. Teil 2. Entscheidungen ab 1. Januar 1993 bis zum 31. Dezember 1999. Loseblattsammlung mit Lieferungen 2 - 53. Erschienen 1997-2005. Erich Schmidt, Berlin, DNB 975104020.[6]

### Urteile
- Rechtsstreit wegen Auskunft und Forderung. Oberlandesgericht München, 29. Mai 1998, abgerufen am 7. April 2021.
- Rechtsstreit wegen Maklerprovision. Oberlandesgericht München, 19. November 1999, abgerufen am 7. April 2021.
- Rechtsstreit wegen Schadensersatz. Oberlandesgericht München, 3. Dezember 1999, abgerufen am 7. April 2021.
- Rechtsstreit wegen Forderung. Oberlandesgericht München, 31. Mai 2001, abgerufen am 7. April 2021.
- Eltern von Mobbing-Opfer geben nicht auf. Die Welt, 27. Juli 2001, abgerufen am 7. April 2021.
- Rechtsstreit wegen Forderung. Oberlandesgericht München, 22. November 2001, abgerufen am 7. April 2021.
- Rechtsstreit wegen Prozesskostenhilfe. Oberlandesgericht München, 26. April 2002, abgerufen am 7. April 2021.
- Rechtsstreit wegen Schadensersatz. Oberlandesgericht München, 6. Juni 2002, abgerufen am 7. April 2021.